# Servizio pubblico federale interno
Il Servizio pubblico federale interno (in olandese: Federale Overheidsdienst Binnenlandse Zaken, in francese: Service public fédéral Intérieur, in tedesco:  Föderaler Öffentlicher Dienst Inneres), abbreviato in IBZ (Intérieur Binnenlandse Zaken, o SPF Intérieur), è un servizio pubblico federale parte del governo federale del Belgio.
La sua missione è quella di garantire la sicurezza interna del paese (pubblica sicurezza - antincendio e protezione civile - e di polizia), la gestione degli aspetti istituzionali e normativi, e l'esercizio di alcuni diritti democratici, per quanto riguardano la giurisdizione federale, la registrazione e l'identificazione delle persone fisiche e della politica estera. È diretto dal Ministro degli Interni - attualmente Pieter De Crem (CD&V).
Dal Servizio pubblico federale degli Interni dipende la Protezione civile belga.
L'acronimo IBZ deriva da un misto dei suoi nomi francesi e olandesi, Intérieur Binnenlandse Zaken.
L'SPF interno è responsabile nei confronti del ministro federale dell'Interno, delle riforme istituzionali e del rinnovamento democratico, Annelies Verlinden, dall'ottobre 2020.

## Organizzazione
L'SPF interno è organizzato in cinque direzioni generali:
- La Direzione generale per le istituzioni e la popolazione
  - Registro nazionale
  - eID
  - Elezioni
  - Tre commissioni per la libertà di informazione
- La Direzione generale per la sicurezza civile
  - La Protezione civile belga rientra in questa direzione generale
- La Direzione generale centro di crisi
- La Direzione generale per la sicurezza e la politica di prevenzione
- Il Servizio immigrazione